# Rue de Béarn
Rue de Béarn är en gata i Quartier des Archives i Paris 3:e arrondissement. Rue de Béarn, som börjar vid Place des Vosges 28 och slutar vid Rue Saint-Gilles 5, har namngivits för att hedra Henrik IV. Han grundlade Place Royale, dagens Place des Vosges, och härstammade från Pau, huvudstad i Béarn.

## Omgivningar
- Jardin Arnaud Beltrame
- Allée Arnaud Beltrame
- Saint-Denys-du-Saint-Sacrement
- Saint-Gervais-Saint-Protais
- Place des Vosges

## Bilder
| - Gatuskylt. - Rue de Béarn nummer 1. - Saint-Denys-du-Saint-Sacrement. - Saint-Gervais-Saint-Protais. - Place des Vosges. |

## Kommunikationer
- Tunnelbana – linje  – Chemin Vert
- Busshållplats Tournelles – Saint-Gilles – Paris bussnät, linje 29

### Webbkällor
- ”Rue de Béarn”. Mairie de Paris. http://www.v2asp.paris.fr/commun/v2asp/v2/nomenclature_voies/Voieactu/0752.nom.htm. Läst 25 april 2021.
- ”Rue de Béarn”. Les rues de Paris. https://www.parisrues.com/rues03/paris-03-rue-de-bearn.html. Läst 25 april 2021.